# Saurauia caroli
Saurauia caroli är en tvåhjärtbladig växtart som beskrevs av Friedrich Ludwig Diels. Saurauia caroli ingår i släktet Saurauia och familjen Actinidiaceae. Inga underarter finns listade i Catalogue of Life.